# 小国山城
小国山城（おぐにやまじょう/おぐにやまじろ）は、山形県西置賜郡（出羽国置賜郡）小国町小国小坂町地内にあった日本の城（山城）。

## 概要
明沢川（横川）左岸に面した標高240メートルの丘陵（城山）に位置する。南東1.2キロメートルの平野部には小国城が所在する。
西側の尾根を堀切で寸断して城域を区画し、最高所の本曲輪から南東方向の斜面に土塁を伴う帯曲輪を複数形成している。築城者・築城年代は不明だが、土地の伝承では、平安時代の奥州藤原氏第2代当主・藤原基衡の弟である藤原清綱の子・藤原（小国）俊衡の築城と伝わる。
小国の地は鎌倉時代から南北朝時代にかけては、長井秀房ら長井氏の統治下にあったが、天授6年（1380年）に伊達氏領となり配下の栗生田氏や上郡山氏が、上杉氏領に代わるまで統治した。当城は、これらの為政者たちが戦闘など有事の際に使用した詰城と考えられている。